# Cardinal (trein)

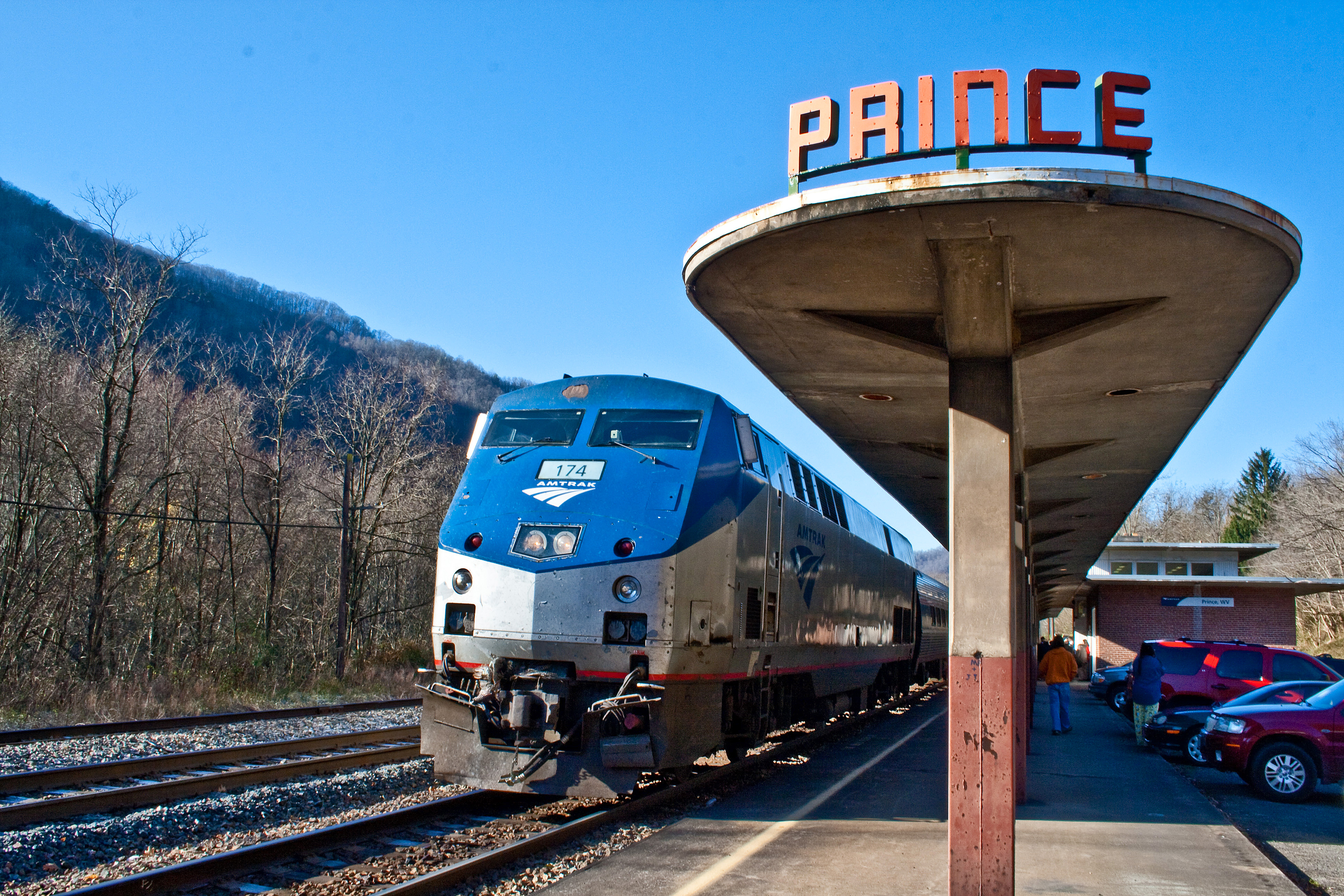
De Cardinal

De Cardinal is een langeafstandstrein van Amtrak in de Verenigde Staten, tussen New York Penn Station en Chicago Union Station, met grote tussenstops in Philadelphia, Washington, Charlottesville, Charleston, Huntington, Cincinnati en Indianapolis. De trein rijdt drie keer per week in beide richtingen. Het is een van de drie treinen die het noordoosten van de oostkust met Chicago verbinden, de andere zijn de Capitol Limited en Lake Shore Limited.
Treinen vertrekken op zondag, woensdag en vrijdag uit New York, en op dinsdag, donderdag en zaterdag uit Chicago. De 1.844 km lange reis tussen Chicago en New York duurt 28 uur.
De Hoosier State verzorgde voorheen als aanvulling op de Cardinal vier dagen per week een dienst tussen Indianapolis en Chicago en dit op dagen dat de Cardinal niet reed. Op 30 juni 2019 werd de Hoosier State treindienst stopgezet toen de staat Indiana de financiering van de route stopzette.
Tijdens het boekjaar 2019 vervoerde de Cardinal 108.935 passagiers een stijging van 12,5% ten opzichte van het boekjaar 2018.  In 2016 had de trein een totale omzet van $ 7.658.608, een stijging van 0,2% ten opzichte van 2015.
De Cardinal brengt ongeveer $ 7 à 8 miljoen per jaar aan ticketinkomsten binnen. Cijfers over 2017 tonen een omzet van $ 7.658.608 in het boekjaar 2015-2016, relatief ongewijzigd ten opzichte van de vijf voorgaande jaren.

## Geschiedenis

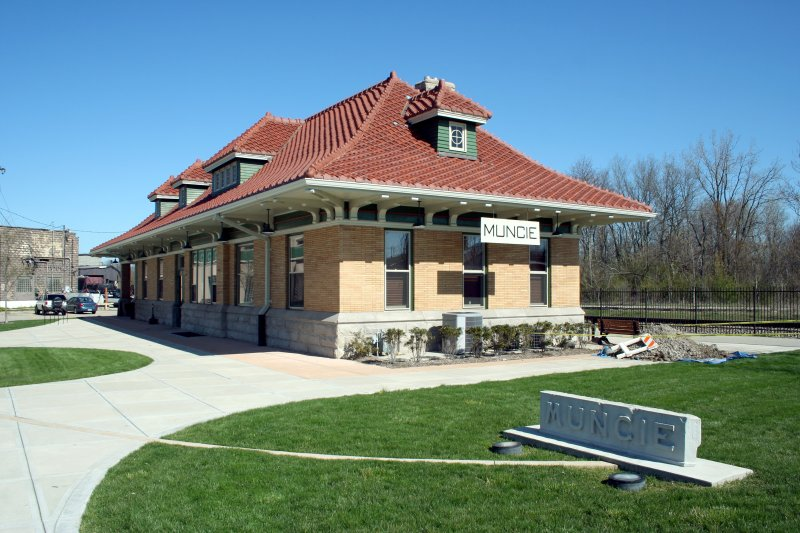
Het voormalige station in Muncie, Indiana vóór de herschikking via Indianapolis

De Cardinal is de opvolger van verschillende eerdere treinen, voornamelijk de New York Central (later Penn Central) James Whitcomb Riley en de George Washington van de Chesapeake and Ohio Railway (C&O). De James Whitcomb Riley was een all-coach trein die overdag reed tussen Chicago en Cincinnati (via Indianapolis). De George Washington, C & O, was een langeafstandsslaper die tussen Cincinnati en - via een splitsing in Charlottesville (Virginia) - Washington en Newport News (Virginia) reed. Beide routes bleven bestaan tot het ontstaan van Amtrak in 1971.
Amtrak behield bij haar oprichting de diensten gedurende de lente en zomer van 1971. Het begon pas na de zomer langzaam aan met de integratie van de twee treinen.
Tijdens het vroege Amtrak-tijdperk werd de Riley geplaagd door de slechte staat van de sporen van de voormalige maatschappij New York Central in Indiana. In 1973 werd het traject dan ook verplaatst naar het voormalige Pennsylvania Railroad-spoor door Indianapolis. In 1974 verlegde Amtrak het geheel van het Penn Central-spoor; Tegen die tijd was het spoor zo slecht verslechterd dat de Riley beperkt was tot 10 mph (16 km/u) voor een groot deel van zijn route door Indiana.   Ook een aantal andere langeafstandstreinen die langs het voormalige Penn Central-spoor in het Midwesten reden, werden geplaagd door soortgelijke problemen. De James Whitcomb Riley werd op 30 oktober 1977 omgedoopt tot de Cardinal, omdat de kardinaal waar de trein haar naam van krijgt, de staatsvogel was van alle zes staten waardoor hij reed.

## Treinsamenstelling
In het begin van de jaren negentig reed de Cardinal met de gebruikelijke Amtrak-lange afstanden samenstelling, bestaande uit twee F40's / E60 plus verschillende goederenbehandelingwagons (MHC), bagagewagons, gevolgd door verschillende Amfleet- wagons, een Amfleet-lounge, een Heritage-diner, twee of drie Heritage 10-6 slapers, een slumbercoach en tot slot een slaapzaal voor bagage. Na de levering van de Superliner II-vloot werd de Cardinal in 1995 echter opnieuw uitgerust met Superliner. Als gevolg hiervan werd de route verkort  om te eindigen in Washington in plaats van New York. Toen konden Superliners, net als nu, niet ten noorden van Washington opereren vanwege de lage vrije ruimte in Baltimore en New York. Tijdens de periode met Superliner-materiaal bestond de uitrusting meestal uit twee Superliner-slaapwagens, een diner, een Sightseer Lounge, een bagagewagen en een reiswagen.
In 2002 zorgden twee ontsporingen op andere routes ervoor dat talloze Superliner-rijtuigen buiten gebruik werden gesteld. Hierdoor was er onvoldoende Superliner materiaal beschikbaar voor gebruik op de Cardinal. De trein werd daarom opnieuw uitgerust met wagons voor lange afstanden op één niveau, inclusief eet-, lounge-, slaap- en slaapwagens, hoewel de dienst naar New York pas in 2004 werd hersteld.
Daaropvolgende vloottekorten verminderden de Cardinal verder, en op een gegeven moment reed de trein met twee of drie Amfleet II-rijtuigen en een gecombineerde diner-lounge-rijtuig. Terwijl de slaapwagen later werd gerestaureerd, heeft de Cardinal sindsdien geen slaapwagen of dinerrijtuig gehad. Hoewel de bagagewagen ook werd verwijderd, werd deze gerestaureerd als reactie op een opleving van het patronaat medio 2010. In 2016 voegde Amtrak businessclass-service toe aan de Cardinal.
De huidige typische samenstelling van de Cardinal omvat een enkele locomotief, drie Amfleet II langeafstandsrijtuigen, een enkele Amfleet II Diner-Lite diner-lounge-rijtuif, een of twee Viewliner I slaaprijtuigen en een Viewliner II bagage-slaaprijtuig.

## Route-overzicht
Amtrak beschouwt de route van de Cardinal als een van de mooiste. Na een vertrek in de vroege ochtend vanuit New York en naar het zuiden door de Northeast Corridor, rijdt de trein door het glooiende "paardenland" van Virginia, over door Blue Ridge gebergte en de Shenandoahvallei. Vervolgens beklimt de trein het Alleghenygebergte en stopt bij de badplaats White Sulphur Springs, de thuisbasis van The Greenbrier, een beroemd luxe resort. De Cardinal daalt daarna af op sporen door de New River Gorge National River, een eenheid van de National Park Service die de langste diepste rivierkloof in het oosten van de VS beschermt. De rivier is populair om te wildwatervaren, en de kliffen trekken rotsklimmers aan. De trein is meestal uitverkocht tijdens het hoogseizoen.
De Cardinal zal in de herfst vaak de enige overgebleven koepelauto van volledige lengte in Amtrak-service, wagennummer 10031, aan het voertuig toevoegen om te proberen om natuurliefhebbers de kans te geven om te genieten van het unieke uitzicht.
Volgens schema rijden de treinen bijna het hele jaar bij daglicht door de New River Gorge. In westelijke richting rijdt de trein 's nachts van Charleston in West Virginia, vervolgens naar Indianapolis, waar hij tegen het ochtendgloren aankomt en halverwege de ochtend Chicago bereikt. De Cardinal vertrekt laat in de middag in oostelijke richting en bereikt Indianapolis voor middernacht, Charleston halverwege de ochtend en New York in de late avond. Helaas wordt Cincinnati in beide richtingen bediend na middernacht, maar toch arriveren of vertrekken er jaarlijks ongeveer 15.000 passagiers vanaf dit station.
De Cardinal is een van de slechts twee van Amtraks 15 langeafstandstreinen die slechts drie dagen per week rijden, de andere is de Sunset Limited. Net als andere langeafstandstreinen mogen passagiers niet reizen tussen stations op de Northeast Corridor op de Cardinal. Treinen in oostelijke richting stoppen alleen om passagiers uit Alexandria naar het noorden te laten uitstappen, en treinen in westelijke richting stoppen alleen om passagiers van Newark naar Washington te laten instappen. Dit beleid is erop gericht stoelen beschikbaar te houden voor passagiers die langere reizen maken; passagiers die tussen Northeast Corridor-stations reizen, kunnen gebruik maken van de frequentere Acela Express of Northeast Regional-diensten.

## Routegegevens

Amtrak Cardinal (interactieve kaart)

De Cardinal rijdt over sporen die eigendom zijn van Amtrak, CSX Transportation, Norfolk Southern Railway, Buckingham Branch Railroad, Canadian National Railway, Union Pacific Railroad en Metra.
- Amtrak Northeast Corridor, New York naar Washington
- CSX RFP Subdivision, Washington naar Alexandria
- NS Washington District, Alexandria naar Orange
- BB Orange Subdivision en North Mountain Subdivision, Orange naar Clifton Forge
- CSX Alleghany Subdivision, New River Subdivision, Kanawha Subdivision, Russell Subdivision, noordelijke deelsector, Cincinnati Subdivision, Cincinnati Terminal subdivisie, Indianapolis Subdivision, Indianapolis Terminal subdivisie, Crawfordsville Branch subdivisie, Lafayette Subdivision, en Monon subdivisie, Clifton Forge naar Munster
- CN Elsdon Subdivision, Munster naar Thornton
- UP Villa Grove Subdivision, Thornton naar 81st Street
- Metra SouthWest Service, 81st Street naar Chicago
- NS Chicago Line, CP 518 naar Chicago (afhankelijk van de voorkeur van de Dispatcher rijdt The Cardinal vaak tussen CP 518 en 21st Street op NS)

## Stations
| Staat                  | Stad                  | Station                      |
| ---------------------- | --------------------- | ---------------------------- |
| Illinois               | Chicago               | Chicago Union Station        |
| Indiana                | Dyer                  | Dyer                         |
| Indiana                | Rensselaer            | Rensselaer                   |
| Indiana                | Lafayette             | Lafayette                    |
| Indiana                | Crawfordsville        | Crawfordsville               |
| Indiana                | Indianapolis          | Indianapolis                 |
| Indiana                | Connersville          | Connersville                 |
| Ohio                   | Cincinnati            | Cincinnati                   |
| Kentucky               | Maysville             | Maysville                    |
| Kentucky               | South Shore           | South Portsmouth-South Shore |
| Kentucky               | Ashland               | Ashland                      |
| West Virginia          | Huntington            | Huntington                   |
| West Virginia          | Charleston            | Charleston                   |
| West Virginia          | Montgomery            | Montgomery                   |
| West Virginia          | Thurmond              | Thurmond                     |
| West Virginia          | Prince                | Prince                       |
| West Virginia          | Hinton                | Hinton                       |
| West Virginia          | Alderson              | Alderson                     |
| West Virginia          | White Sulphur Springs | White Sulphur Springs        |
| Virginia               | Clifton Forge         | Clifton Forge                |
| Virginia               | Staunton              | Staunton                     |
| Virginia               | Charlottesville       | Charlottesville              |
| Virginia               | Culpeper              | Culpeper                     |
| Virginia               | Manassas              | Manassas                     |
| Virginia               | Alexandria            | Alexandria                   |
| (District of Columbia) | Washington            | Washington Union Station     |
| Maryland               | Baltimore             | Baltimore                    |
| Delaware               | Wilmington            | Wilmington                   |
| Pennsylvania           | Philadelphia          | 30th Street Station          |
| New Jersey             | Trenton               | Trenton                      |
| New Jersey             | Newark                | Newark Penn Station          |
| New York               | New York              | New York                     |